# Tehnološki fakultet u Zagrebu
Tehnološki fakultet ili Tehnički fakultet povijesna je sastavnica Sveučilišta u Zagrebu. Osnovan je kao Kraljevska tehnička visoka škola u Zagrebu 1919. godine, koja je Sveučilištu pripojena 1926. godine kao Tehnički fakultet. Fakultet je s vremenom, u razdoblju SFRJ, u više navrata podijeljen na druge fakultete koji djeluju do danas.
Prvi profesori na KTVŠ-u bili su Milan Čalogović, Jaroslav Havliček, Martin Pilar, Edo Šen, Pavle Horvat, Marije Kiseljak i Vladimir Njegovan. U početku djelovanja osnovani su Arhitektonski, Građevno-inženjerski, Kulturno-inženjerski i Kemičko-inženjerski odjel te Geodetski tečaj, Strojarsko-inženjerski, Elektro-inženjerski, Brodograđevno-inženjerski i Brodostrojarsko-inženjerski odjel te Trgovački tečaj. U godini osnuća ustanovljena je i školska knjižnica opremljena temeljnom građom koju je doniralo Udruženje jugoslavenskih inženjera i arhitekata.
Škola je prvobitno smještena na Rooseveltovu trgu 6, a izgradnjom nove zgrade u Kačićevoj 26 godine 1940. ondje je premješteno nekoliko odsjeka, dok su ostali svoju nastavu održavali na staroj lokaciji i nekoliko drugih.
KTVŠ u Zagrebu bila je prva hrvatska ustanova za izobrazbu kemijskih inženjera putem svojeg »Kemičko-inženjerskog odija«, koji su osnovali Vladimir Njegovan, Ivan Marek, Ivan Plotnikov i Franjo Hanaman.

## Podjela
Dana 26. travnja 1956. Sabor NR Hrvatske donio je odluku kojom se Tehnički fakultet u Zagrebu podijelio na četiri nova fakulteta:
- Arhitektonsko-građevinsko-geodetski fakultet (Arhitektonski, Građevinski i Geodetski odsjek)
- Strojarsko-brodograđevni fakultet (Strojarski i Brodograđevni odsjek)
- Elektrotehnički fakultet (Elektrotehnički odsjek)
- te Kemijsko-prehrambeno-rudarski fakultet (Kemijsko-tehnološki i Rudarski odsjek).

Ime Kemijsko-prehrambeno-rudarskog fakulteta statutarnom je izmjenom 15. rujna 1961. godine promijenjeno u Tehnološki fakultet. Iz njega su se postupno izdvajali:
- Rudarsko-geološko-naftni fakultet (1964.)
- Prehrambeno-biotehnološki fakultet (1980.)
- Fakultet kemijskog inženjerstva i tehnologije (1991.)
- i Tekstilno-tehnološki fakultet (1991.)

Osim navedenih, iz Tehnološkog su fakulteta potekli i Viša tehnička škola Rade Končar (1961.), Metalurški fakultet u Sisku (1978.), Fakultet prometnih znanosti (1984.), Grafički fakultet (1990.) te Geotehnički fakultet u Varaždinu (1990.).